# Грузін Василь Дмитрович
Васи́ль Дми́трович Гру́зін (* 31 травня 1929, Мала Виска — † 4 липня 2012) — український журналіст, головний редактор газети «Сільські вісті», заслужений журналіст України, член НСЖУ, 2005 — кавалер ордена «Знак пошани», також «За заслуги» III ступеня, лауреат премії Спілки журналістів УРСР імені Ярослава Галана.

## Життєпис
Походить з родини робітника. Пережив нацистську окупацію, середню школу закінчив у двадцять років. Після закінчення десятирічки як активного юнкора його зараховують літературним працівником маловисківської районки «Червоний прапор».
1955 року закінчив факультет журналістики Київського державного університету ім. Т. Г. Шевченка.
Працював у районній газеті «Зоря» — Лохвиця, відповідальний секретар; власний кореспондент газети «Зоря Полтавщини»; редактор міськрайонної газети «Ленінська зоря» Лубен.
З січня 1976 року — у «Сільських вістях»: завідувач, редактор відділу суспільно-політичного життя, з 1998 — заступник головного редактора; редактор відділу суспільно-політичного життя. З 2003 року — головний редактор «Сільських вістей».